# Lisa Emery
Lisa Emery (Pittsburgh, 29 januari 1952) is een Amerikaanse actrice.

## Biografie
Emery heeft gestudeerd aan de Hollins University in Roanoke (Virginia) waar zij eerst kunstschilderen wilde leren maar begon interesse te krijgen in drama en besloot toen om actrice te worden. Hierna ging zij studeren aan de Circle in the Square Theatre School in New York voor een jaar en ging toen audities doen.
Emery begon met acteren in off-Broadway theaters, in 1983 maakte zij haar debuut op Broadway met het toneelstuk Passion, hierna heeft zij nog meerdere rollen gespeeld op Broadway.
Emery begon in 1986 met acteren voor televisie in de film Dreamaniac. Hierna heeft zij nog meerdere rollen gespeeld in films en televisieseries zoals As the World Turns (1992-1993), In & Out (1997), Ed (2002-2004) en The Night Listener (2006).
Emery trouwde met Josh Pais op 27 augustus 1990 en kregen een zoon. Het koppel scheidde in 2003.

## Filmografie

### Films
- 2021 Catch the Fair One - als Debra
- 2013 Admission - als mrs. Pressman
- 2009 Cold Souls – als Cynthia
- 2007 Margot at the Wedding – als vrouw met hond
- 2006 Champions – als Kris
- 2006 The Night Listener – als Darlie Noone
- 2006 Brother's Shadow – als Sylvia
- 2003 Marci X – als ouder
- 2002 Stage on Screen: The Women –als Nancy Blake
- 2002 Unfaithful – als Beth
- 2002 Roger Dodger – als vrouw in café
- 2002 People I Know – als Elsa Nye
- 2001 Far East – als Julia Anderson
- 1999 A Map of the World – als Susan Durkin
- 1998 Harvest – als Alice Yates
- 1997 In & Out – als verslaggeefster in klaslokaal
- 1994 Wolf - als gaste op feest
- 1990 How to Be Louise – als Nancy
- 1988 Doubletake – als Brenda
- 1986 Dreamaniac – als Rosie

### Televisieseries
Uitgezonderd eenmalige gastrollen.
- 2023 - 2025 The Walking Dead: Dead City - als The Dama - 7 afl.
- 2017 - 2022 Ozark - als Darlene Snell - 37 afl.
- 2015 Jessica Jones - als Louise Thompson - 4 afl.
- 2011 Louie - als Karleen - 2 afl.
- 2002 - 2004 Ed - als Rita Vessey - 3 afl.

### Computerspel
- 2006 Neverwinter Nights 2 – als Zhjaeve / Blooden

## Theaterwerk opBroadway
- 2017 Six Degrees of Separation - als Kitty
- 2014 Casa Valentina - als Eleanor
- 2011 – 2012 Relatively Speaking – als Carla
- 2002 The Smell of the Kill – als Nicky
- 2001 – 2002 The Women – als Nancy Blake
- 1987 – 1988 Jackie – als Janet Bouvier . Betty Fretz / Inga / Eunice Kennedy / Howard K. Smith
- 1996 – 1997 Present Laughter – als Monica Reed
- 1988 – 1990 Rumors – als Cassie Cooper
- 1987 – 1988 Burn This – als Anna Mann
- 1983 Passion - als Kate

- Library of Congress Control Number: n2005062714
- Nationale Bibliotheek van Israël: 987007373849705171
- Virtual International Authority File: 19092537
- WorldCat: E39PBJqK9q4K4jTt47WBwwpQMP